# Metawithius tweediei
Metawithius tweediei es una especie de arácnido del orden Pseudoscorpionida de la familia Withiidae.

## Distribución geográfica
Se encuentra en Malasia.